# 헤리에달렌

헤리에달렌의 문장

헤리에달렌의 위치

헤리에달렌(스웨덴어: Härjedalen)은 스웨덴 북부 노를란드 지역을 구성하는 지방 가운데 하나로 면적은 11,405 km2, 인구는 10,028명(2009년 기준)이다. 남쪽으로는 달라르나 지방, 동쪽으로는 메델파드 지방과 헬싱글란드 지방, 북쪽으로는 옘틀란드 지방과 접하며 서쪽으로는 노르웨이와 국경을 접한다. 옘틀란드주, 달라르나주가 이 지방에 속한다. 지방을 상징하는 꽃은 베르날리스할미꽃, 동물은 곰이다.